# Södermalms kontrakt
Södermalms kontrakt är ett kontrakt i Stockholms stift
Kontraktskoden är 1303. 

## Administrativ historik
Kontraktet bildades 1 oktober 1943 från Stockholms kontrakt och bar till 1957 namnet Stockholms södra kontrakt och omfattade
- Maria Magdalena församling
- Högalids församling
- Katarina församling
- Sofia församling
- Brännkyrka församling som 1957 överfördes till ett då nybildat Brännkyrka kontrakt[1]
- Enskede församling bildad 1931 och som 1957 överfördes till ett då nybildat Brännkyrka kontrakt

## Kontraktsprostar
| Ämbetstid | Namn                        | Levnadstid | Kommentarer                              |
| --------- | --------------------------- | ---------- | ---------------------------------------- |
| 1943–1950 | Carl Oskar Herman Adolfsson | 1877–      | Komminister i Sofia församling.          |
| 1952–1955 | Bertil Mogård               | 1892–1970  | Kyrkoherde i Högalids församling.        |
| 1960–1963 | Martin Zetterquist          | 1897–1973  | Kyrkoherde i Maria Magdalena församling. |
| 1980–1985 | Olle Gnospelius             | 1917–1990  | Kyrkoherde i Maria Magdalena församling. |
| 2018–     | Johanna Öhman               | 1965–      | Kyrkoherde i Sofia församling.           |